# Xavier Barral i Altet
Xavier Barral i Altet (Barcelona, 1947) és un historiador de l'art català.

## Biografia
Xavier Barral és Doctor en història de l'art i arqueologia per la Universitat de la Sorbona (París) i va ser professor adjunt d'història de l'art medieval a la mateixa Universitat (1974-1981). En l'actualitat és catedràtic d'Història de l'Art i Arqueologia a la Universitat de Rennes. Ha estat director del Museu Nacional d'Art de Catalunya entre 1991 i 1994. A més, l'any 1992 va ingressar com a membre de l'Institut d'Estudis Catalans. També és vicepresident de la Universitat Catalana d'Estiu.

## Principals obres
- L'art preromànic a Catalunya.
- Les mosaïques médiévales de Venise, Toreello i Murano.
- Tresors artístics catalans.
- La sculpture du Moyen Âge (amb Georges Duby).
- La catedral romànica de Vic, Artstudi, 1979.
- Història Universal de l'Art, L'antiguitat clàssica, Vol II, editorial Planeta, 1988.
- Compostelle, le grand chemin, col·lecció «Découvertes Gallimard» (núm. 174), 1993.
- Les catedrals de Catalunya, Edicions 62, 1994.
- Art de Catalunya. Arquitectura religiosa moderna i contemporània, L'isard, 1999.
- Vitralls Medievals de Catalunya, Lunwerg Editors, 2000.
- L'art i la política de l'art, Galerada, 2001[4] ISBN 978-84-922737-9-9.
- Josep Puig i Cadafalch. Escrits d'arquitectura art i polític, IEC, 2004.
- Catalunya destruïda, Edicions 62, 2005.